# Sirəbil
Sirəbil è un comune dell'Azerbaigian situato nel distretto di Masallı. Conta una popolazione di 697 abitanti.